# Bastian Reinhardt
Bastian Reinhardt (Ludwigslust, 19 november 1975) is een Duitse voetballer (verdediger) die sinds 2003 voor de Duitse eersteklasser Hamburger SV uitkomt. Voordien speelde hij onder meer voor Hannover 96 en Arminia Bielefeld.

## Carrière
- 1983-1992: Empor Grabow/Grabower FC (jeugd)
- 1992-1994: 1. FC Magdeburg (jeugd)
- 1994-1997: VfL 93 Hamburg
- 1997-2000: Hannover 96
- 2000-2003: Arminia Bielefeld
- 2003- nu: Hamburger SV